# Kings & Queens of the Underground
Kings & Queens of the Underground är Billy Idols sjunde fullängdsalbum, utgivet 21 oktober 2014. Det gjordes musikvideos åt låtarna "Can't Break Me Down" och "Save Me Now".

## Låtlista
1. "Bitter Pill" (Billy Idol, Eric Bazilian, Glen Goss) – 3:58
2. "Can't Break Me Down" (Billy Idol, Greg Kurstin, Dan Nigro) – 3:42
3. "Save Me Now" (Billy Idol, George William Lewis, Greg Kurstin) – 4:31
4. "One Breath Away" (Billy Idol, Steve Stevens, Billy Morrison) – 4:10
5. "Postcards from the Past" (Billy Idol, Steve Stevens, Billy Morrison) – 4:20
6. "Kings & Queens of the Underground" (Billy Idol, Steve Stevens, Billy Morrison) – 4:53
7. "Eyes Wide Shut" (Billy Idol, Steve Stevens, Billy Morrison) – 4:29
8. "Ghosts in My Guitar" (Billy Idol, Steve Stevens) – 4:47
9. "Nothing to Fear" (Billy Idol, Steve Stevens, Billy Morrison) – 4:39
10. "Love and Glory" (Billy Idol, Steve Stevens, Billy Morrison) – 4:28
11. "Whiskey and Pills" (Billy Idol, Brian Tichy) – 3:43